# Robert Clark Young
Robert Clark Young (* 1960 in Hollywood, Kalifornien) ist ein US-amerikanischer Autor.

## Leben und Werk
Wiederkehrende Themen seiner zeitgenössischen und historischen Romane, Essays und Kurzgeschichten sind Alkoholismus, Machtmissbrauch und das Versagen staatlicher Institutionen im modernen Amerika.
Geboren im liberalen Kalifornien, wuchs Young in Los Angeles und San Diego auf, wo er später auch Literatur studierte; an der Universität von Houston, Texas nahm er an einem Programm für kreatives Schreiben des Satirikers Donald Barthelme teil. Seine erste Lehrtätigkeit nahm er mit 25 Jahren an Bord mehrerer im Fernen Osten stationierter Schiffe der US Navy auf.

### „One of the Guys“
Diese Erfahrung wurde die Grundlage für seinen ersten Roman One of the Guys, veröffentlicht 1999. One of the Guys ist eine Satire über einen Geistlichen an Bord eines Navy-Schiffs in Südostasien, der eine Reihe komischer Missgeschicke erleidet. Der Roman erregte Aufsehen, als die erzkonservative American Family Association (AFA) Youngs Darstellung des Geistlichen und der Crew (die teilweise aus Alkoholikern besteht und Kinderprostitution toleriert) heftig angriff und zum Anlass nahm, die Förderungspolitik des National Endowment for the Arts, der staatlichen Kulturstiftung mit Förderungsprogrammen für junge Künstler, in Frage zu stellen. Auch der US-Kongress wurde in diese Diskussion eingeschaltet.
Young reagierte in verschiedenen Zeitungen wie der Washington Post und erklärte, die betreffenden Passagen seien keinesfalls pornografisch, sondern spiegelten seine eigenen Kenntnisse und Erfahrungen über die Problematik der Kinderprostitution in Südostasien und bei der Navy wider. Auch kritisierte er, dass die AFA offenbar mehr an der Bekämpfung von Büchern über sexuelle Ausbeutung interessiert sei als daran, die Finanzierung dieser Ausbeutung durch Steuergelder – den Navy-Etat nämlich – zu bekämpfen.
One of the Guys wurde wenig später für den Newman's Own Award nominiert, der Autoren anerkennt, die sich der Zensur in den Vereinigten Staaten widersetzen.

### Weiteres Werk
Young fuhr während und nach der One of the Guys-Kontroverse fort zu schreiben und zu veröffentlichen. Er lebt heute in Sacramento (Kalifornien) und arbeitet an weiteren Romanen. Er wurde während des Irak-Krieges 2003 zweimal wegen Protestes gegen die amerikanische Kriegspolitik verhaftet.
Auch machte er sich verschiedene Autoren von Romanen und Kurzgeschichten zum Feind, als er ihre Werke mit früheren Veröffentlichungen verglich und als Plagiate bezeichnete. Zum Anlass dieser Anschuldigungen wurde ihm von verschiedenen alten Bekannten und Kollegen vorgeworfen, Rachefeldzüge gegen unliebsame Kritiker zu führen.

## Kontroverse über Wikipedia-Editierungen
Im Mai 2013 wurde Young von dem Salon.com-Reporter Andrew Leonard vorgeworfen, unter dem Benutzer Qworty Wikipediaartikel seiner privaten und geschäftlichen Gegner auf einseitig negative Weise geändert zu haben, während er seinen eigenen mit Lob anreicherte und Kritik daraus entfernte. Nachdem er Leonard's Behauptung zunächst bestritten hatte, gab Young zu, Qworty zu sein und die fraglichen Taten begangen zu haben. Auf seiner Benutzerseite erschien ein Manifest, in dem die Wikipedia als postmoderner Roman bezeichnet wird.
Unmittelbar nach diesen Veröffentlichungen wurde Qworty/Young das Bearbeiten der Wikipedia auf unbefristete Zeit verboten. Ferner wurde eine Sockpuppet-Untersuchung eingeleitet, um das Ausmaß von Young's Aktivitäten unter anderen Benutzernamen festzustellen und seine Benutzerseite gelöscht.

## Bibliografie
- One of the Guys, HarperCollins 1999, ISBN 0-06-093189-2